# Velvet Underground pod slupkou
Velvet Underground pod slupkou (v anglickém originále Seeing the Light: Inside The Velvet Underground) je kniha amerického spisovatele Roba Jovanovice. Publikována byla roku 2012 nakladatelstvím St. Martin's Press ve Spojených státech amerických (již o dva roky dříve vyšla ve Spojeném království pod názvem The Velvet Underground: Peeled). V češtině knihu vydala společnost Pragma (2012), přeložil ji Jiří Kleňha. Autor se v díle zabývá americkou experimentální hudební skupinou The Velvet Underground. Kniha vznikala osm let, přičemž autor vedl rozhovory jen se dvěma členy kapely: bubenicí Maureen Tuckerovou a multiinstrumentalistou Dougem Yulem.